# Strada Statale 195 Sulcitana
Die SS 195 Sulcitana ist eine Staatsstraße im Südwesten Sardiniens. Sie führt von der Regionalhauptstadt Cagliari (wo sie von der Strada Statale 131 Carlo Felice abzweigt) entlang der Südwestküste über Capoterra, Sarroch, Villa San Pietro, Pula, Domus de Maria, Teulada und Sant’Anna Arresi nach San Giovanni Suergiu im Sulcis, wo sie in die Strada Statale 126 Sud Occidentale Sarda übergeht. Die knapp 100 Kilometer lange Staatsstraße wurde zum Teil zu einer autobahnähnlichen Straße ausgebaut, insbesondere im Bereich der Provinz Cagliari. Sie wird von der ANAS betrieben.

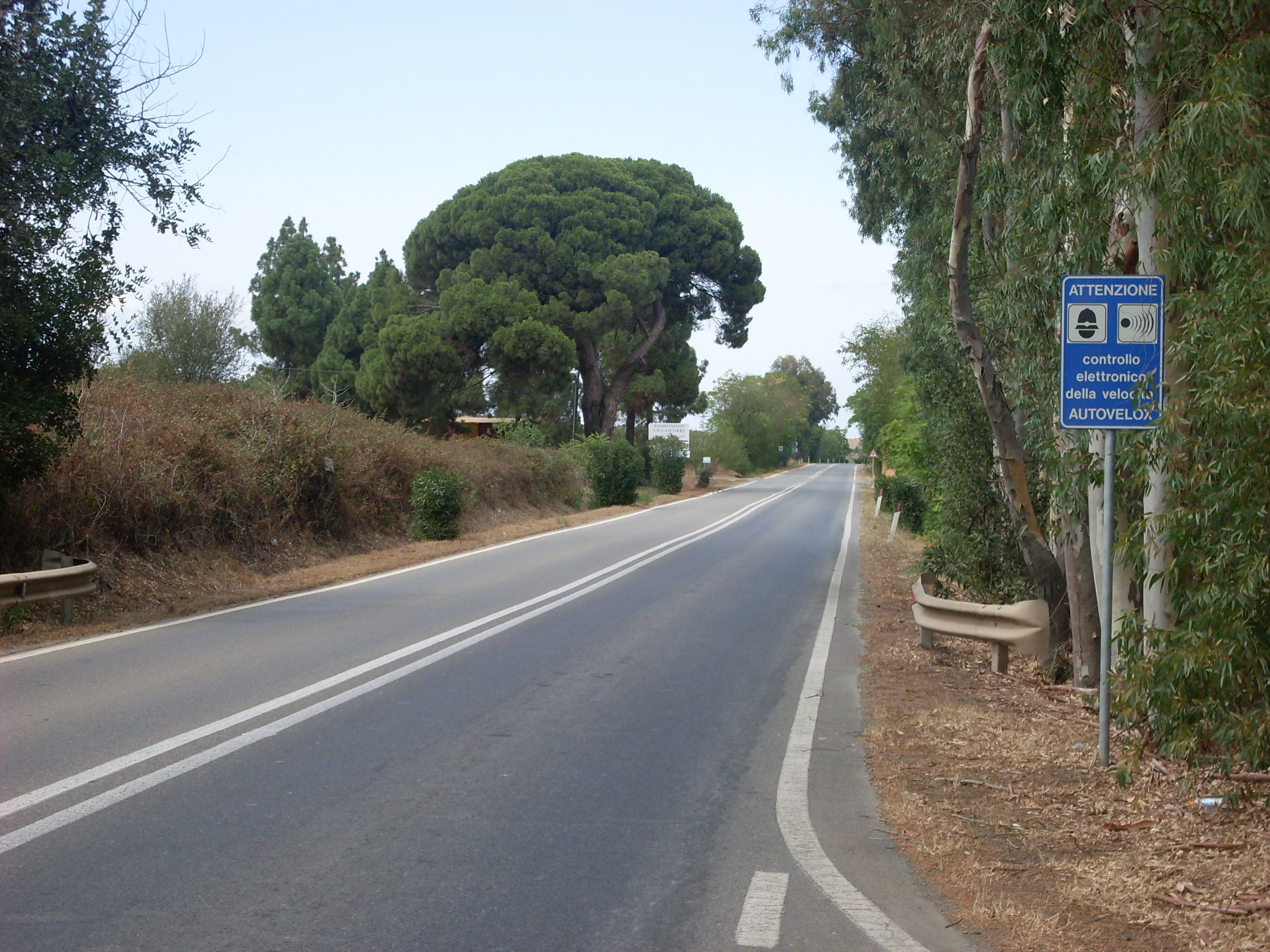
Die SS 195 bei Sarroch